# Pratt & Whitney Canada PT6
I Pratt & Whitney Canada PT6 sono una serie di motori aeronautici turboelica e turboalbero prodotti dall'azienda canadese Pratt & Whitney Canada dagli anni sessanta, nonché uno dei propulsori più utilizzati propulsori del settore. IL PT6 è realizzato in una grande varietà di diversi modelli che coprono la gamma di potenza tra i 580 e i 920 shp nella serie originale, ed oltre i 1940 shp della linea "large". La famiglia dei PT6 è particolarmente nota ed apprezzata per la sua affidabilità estremamente elevata, con un valore di tempo medio tra guasti assicurato in alcuni modelli nell'ordine delle 600,000 h.

## Versioni
- PT6A: variante turboelica disponibile in vari modelli con potenza compresa tra 580 e 920 shp nella serie originale e fino a 1 940 shp nella serie “Large”
- Large PT6: variante turboelica con uno stadio di turbina aggiuntivo
- PT6B: variante turboalbero con una gearbox di riduzione
- PT6C: variante turboalbero
- PT6E: variante turboelica sviluppata dal PT6A e dotata di controllo digitale del motore
- PT6T: versione turboalbero costituita da due PT6 accoppiati a un'unica gearbox di riduzione
- ST6: versione per applicazioni industriali[3]

## Velivoli utilizzatori

### PT6A
Brasile
- Embraer EMB 110 Bandeirante
- Embraer EMB 121 Xingu
- Embraer EMB 312 Tucano
- Embraer EMB 314 Super Tucano

 Canada
- De Havilland Canada DHC-2 Mk III Turbo Beaver
- Viking Air DHC-2T Turbo Beaver
- De Havilland Canada DHC-3-T Turbo-Otter
- De Havilland Canada DHC-6 Twin Otter
- De Havilland Canada Dash 7

 Rep. Ceca
- Aero Ae 270 Spirit
- Let L 410A

 Cina
- Harbin Y-12

 Corea del Sud
- KAI KT-1

 Emirati Arabi Uniti
- Calidus B-250 Bader

 Francia
- Daher-SOCATA TBM
- Potez 841
- Reims-Cessna F406 Caravan II

 Germania
- Dornier Do 128 Turbo Skyservant
- Dornier Seawings Seastar
- Air Metal AM-C 111

 India
- NAL Saras

 Indonesia
- Indonesian Aerospace N-219

 Israele
- IAI Arava
- IAI Eitan

 Italia
- Piaggio P.166
- Piaggio P180 Avanti

 Nuova Zelanda
- PAC P-750 XSTOL
- PAC Cresco

 Polonia
- PZL-130 Orlik
- PZL Mielec T45 Turbine Dromader
- PZL Mielec M28

 Regno Unito
- NDN Fieldmaster
- FTS Turbo Firecracker
- Short 330
- Short 360
- Short C-23 Sherpa

 Russia
- Beriev Be-32K

 Spagna
- CASA C-212 serie 300P

 Svizzera
- Pilatus PC-6/B Turbo-Porter
- Pilatus PC-7
- Pilatus PC-9
- Pilatus PC-12
- Pilatus PC-21

 Stati Uniti
- AASI Jetcruzer
- Air Tractor AT-400
- Air Tractor AT-501
- Air Tractor AT-602
- Air Tractor AT-802
- Ayres Turbo Thrush
- Basler BT-67
- Beechcraft Model 99
- Beechcraft 1900
- Beechcraft A36TC Bonanza
- Beechcraft C-12 Huron
- Beechcraft King Air
- Beechcraft Lightning
- Beechcraft Model 99
- Beechcraft RC-12 Guardrail
- Beechcraft RU-21C Ute
- Beechcraft Starship
- Beechcraft Super King Air
- Beechcraft T-6 Texan II
- Beechcraft T-34C Turbo-Mentor
- Beechcraft T-44 Pegasus
- Cessna 208 Caravan
- Cessna P210N (conversione turboelica)
- Cessna 404 Titan (conversione turboelica)
- Cessna 421C Golden Eagle (conversione turboelica)
- Cessna 425 Corsair/Conquest I
- Conair Turbo Firecat
- Dominion UV-23 Scout
- Conroy Tri-Turbo-Three
- Epic LT
- Frakes Mohawk 298
- Frakes Turbocat
- Gulfstream American Hustler 400
- Grumman G-73T Turbo Mallard (conversione turboelica)
- Grumman Goose (conversione turboelica)
- Hamilton Westwind
- Helio AU-24 Stallion
- Kestrel K-350
- Lancair Evolution
- JetPROP DLX
- Piper PA-31T3
- Piper PA-31T Cheyenne
- Piper PA-42 Cheyenne III
- Piper PA-46-500TP Meridian
- Piper T1040
- Quest Kodiak
- Saunders ST-27/ST-28
- Scaled Composites ATTT
- Spectrum SA-550
- Swearingen SA26-T Merlin IIA

 Sudafrica
- AHRLAC Holdings Ahrlac

 Turchia
- TAI Hürkuş
- Baykar Bayraktar Akıncı-B

### PT6B
Cina
- Changhe Z-8F
- Avicopter AC313

 Italia
- AgustaWestland AW119

 Stati Uniti
- Lockheed XH-51
- Sikorsky S-76B

### PT6C
Francia
- Airbus Helicopters H175

 Italia
- AgustaWestland AW139
- AgustaWestland AW609

 Stati Uniti
- Bell UH-1 Global Eagle

### PT6D
Stati Uniti
- Soloy Pathfinder 21

### PT6E
Svizzera
- Pilatus PC-12NGX

### PT6T
Stati Uniti
- Bell 212